# SC FEDIT
FEDIT Roma – włoski klub piłkarski, mający swoją siedzibę w stolicy kraju - Rzymie.

## Historia
Chronologia nazw:
- 1957: Squadra Calcio FEDIT
- 1959: klub rozwiązano

Piłkarski klub FEDIT został założony w Rzymie latem 1957 roku po nawiązaniu współpracy pomiędzy konsorcjum agrarnego Federconsorzi oraz producentem napojów bezalkoholowych Chinotto Neri, którego zespół Società Sportiva Chinotto Neri akurat zdobył awans do Serie C. W sezonie 1957/58 startował w Serie C, zajmując 10.miejsce. W następnym sezonie liga została podzielona na grupę północną i południową. Po zakończeniu sezonu 1958/59, w którym zajął wysokie trzecie miejsce w grupie B klub został rozwiązany.
W roku 1959 na bazie klubu został utworzony nowy klub Tevere Roma.

## Sukcesy

### Trofea międzynarodowe
Nie uczestniczył w rozgrywkach europejskich (stan na 31-12-2016).

### Trofea krajowe
| \| \| Zdobyte trofea w rozgrywkach Włoch (stan na: 31-05-2017) \| |                                                          |      |          |
| Rozgrywki                                                         | Osiągnięcie                                              | Razy | Sezon(y) |
| · Mistrzostwo                                                     | I miejsce                                                | 0    |          |
| · Mistrzostwo                                                     | II miejsce                                               | 0    |          |
| · Mistrzostwo                                                     | III miejsce                                              | 0    |          |
| · Puchar                                                          | zdobywca                                                 | 0    |          |
| · Puchar                                                          | finalista                                                | 0    |          |
| II liga                                                           | I miejsce                                                | 0    |          |
| II liga                                                           | II miejsce                                               | 0    |          |
| II liga                                                           | III miejsce                                              | 0    |          |
| Włochy                                                            | Zdobyte trofea w rozgrywkach Włoch (stan na: 31-05-2017) |      |          |

- Serie C:
  - 3.miejsce: 1958/59 (grupa B)

## Stadion
Klub rozgrywał swoje mecze domowe na stadionie Motovelodromo Appio w Rzymie, który może pomieścić 10000 widzów.

## Trenerzy
- 1957-1959:  Walter Crociani

## Inne
| - Ala Littoria Roma - Alba Roma - Almas Roma - AS Roma - Atletico Roma - Audace Roma - Chinotto Neri Roma - FBC Roma - Fortitudo Roma - Italia Libera Roma - Juventus Roma - Lodigiani Roma | - MATER Roma - Pro Roma - Romulea ASD - S.S. Lazio - S.T.E.F.E.R. Roma - Tevere Roma - Tiberis Roma - Trastevere Calcio - U.S. Romana - Vigili del Fuoco Roma - Vittoria Roma |